# Campeonato Europeo de Ciclocrós de 2005
El III Campeonato Europeo de Ciclocrós se celebró en Pontchâteau (Francia) el 6 de noviembre de 2005 bajo la organización de la Unión Europea de Ciclismo (UEC) y la Federación Francesa de Ciclismo.

## Medallistas
| Evento   | Oro                         | Plata                               | Bronce                       |
| -------- | --------------------------- | ----------------------------------- | ---------------------------- |
| Femenino | Marianne Vos · Países Bajos | Daphny van den Brand · Países Bajos | Hanka Kupfernagel · Alemania |

### Femenino
| Puesto            | Ciclista             | País         | Tiempo |
| ----------------- | -------------------- | ------------ | ------ |
| Medalla de oro    | Marianne Vos         | Países Bajos | 37:48  |
| Medalla de plata  | Daphny van den Brand | Países Bajos | 37:48  |
| Medalla de bronce | Hanka Kupfernagel    | Alemania     | 37:48  |
| 4                 | Maryline Salvetat    | Francia      | 37:49  |
| 5                 | Nadia Triquet-Claude | Francia      | 37:49  |
| 6                 | Laurence Leboucher   | Francia      | 37:49  |
| 7                 | Birgit Hollmann      | Alemania     | 37:49  |
| 8                 | Helen Wyman          | Reino Unido  | 37:52  |

| Predecesor: · Vossem 2004 · Bélgica | Campeonato Europeo de Ciclocrós III edición | Sucesor: · Huijbergen 2006 · Países Bajos |

- Datos: Q3652589